# Deutsche Medizinische Wochenschrift
Die Deutsche Medizinische Wochenschrift (abgekürzt DMW) ist eine deutsche medizinische Fachzeitschrift. Sie wird als Organ der Gesellschaft Deutscher Naturforscher und Ärzte vom Georg Thieme Verlag herausgegeben.
Die Zeitschrift wurde 1875 von Paul Albrecht Börner gegründet und redigiert, dem Sanitätsrat Samuel Guttmann (1839–1895) als Herausgeber folgte. Bis 1886 erschien sie im Verlag von Georg Reimer.
Beim Verlag Georg Thieme erschien sie in Leipzig als Organ der Berliner Medizinischen Gesellschaft, des Vereins für Innere Medizin Berlin und anderer Gesellschaften.
Die DMW erscheint in 25 Ausgaben pro Jahr. Sie bietet CME-zertifizierte Fortbildungen an. Eigenen Aussagen zufolge ist sie „Deutschlands meistgelesene Fachzeitschrift für Internisten“. Zu den wichtigsten Kongressen und Themen der Inneren Medizin gibt es Schwerpunktausgaben.